# Спасо-Преображенский монастырь (Новгород-Северский)
Спасо-Преображенский монастырь — монастырь Черниговской епархии Украинской православной церкви в городе Новгороде-Северском. Благодаря обилию построек XVI—XVIII веков является наиболее значимой в историко-культурном плане достопримечательностью города.

## История
Время основания не установлено. Церковное предание относит монастырь, известный по письменным источникам с XVI века, к числу древнейших в Киевской Руси. Среди краеведов распространено представление, что его основал в 1033 г. кн. Мстислав Владимирович. Археологические раскопки вскрыли фундаменты четырёхстолпного соборного храма, который датируется рубежом XII и XIII вв.
Каменное строительство в обители возобновилось в XVI веке, когда были возведены палатный корпус, покои настоятеля и башня-колокольня, дошедшие в перестроенном виде до нашего времени. По Деулинскому перемирию 1618 г. Новгород-Северский отошёл к Речи Посполитой. Местный староста Александр Песочинский выделил средства на восстановление разорённого монастыря, а через 15 лет его передали в распоряжение иезуитов.
В 1657 году по присоединению Малороссии к России, архиепископ Черниговский Лазарь Баранович избрал обитель своей резиденцией. С сентября 1699 по февраль 1701 гг. здесь служил архимандритом святитель Дмитрий Ростовский.
В середине XVII в. при монастыре была открыта бурса (коллегиум), основана типография, которая сыграла положительную роль в развитии украинской культуры в период после воссоединения Украины с Россией в 1654 г. (позднее переведена в Чернигов).
В 1929 году монастырь был признан государственным историко-культурным заповедником.
Во время немецкой оккупации (25 августа 1941 года по 16 сентября 1943 года) на территории монастыря действовал лагерь для советских военнопленных. При президенте Леониде Кучме были выделены средства, на которые проведена комплексная реставрация обветшавшего архитектурного ансамбля.

## Постройки

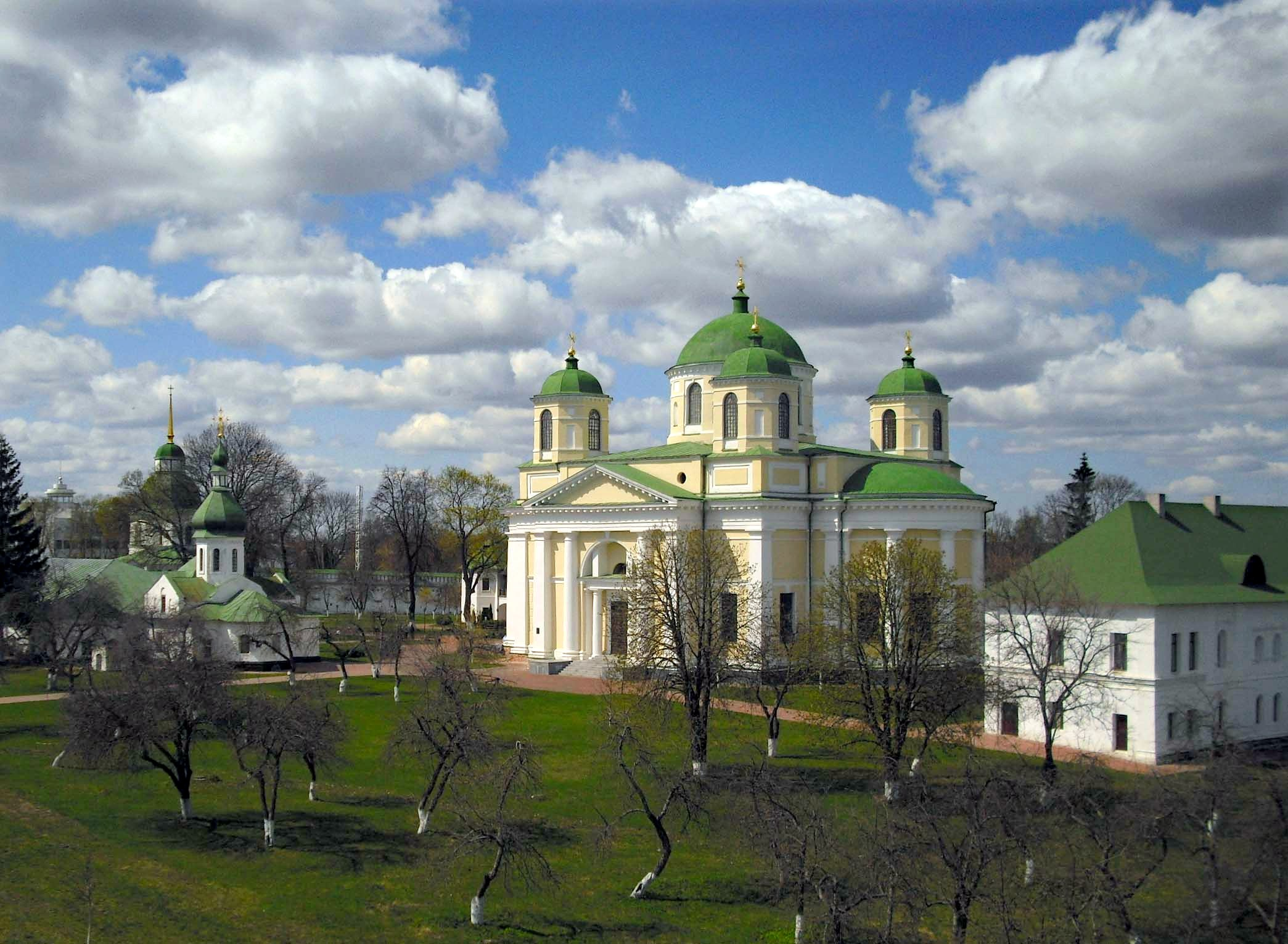
Территория монастыря. В центре — Спасо-Преображенский собор.

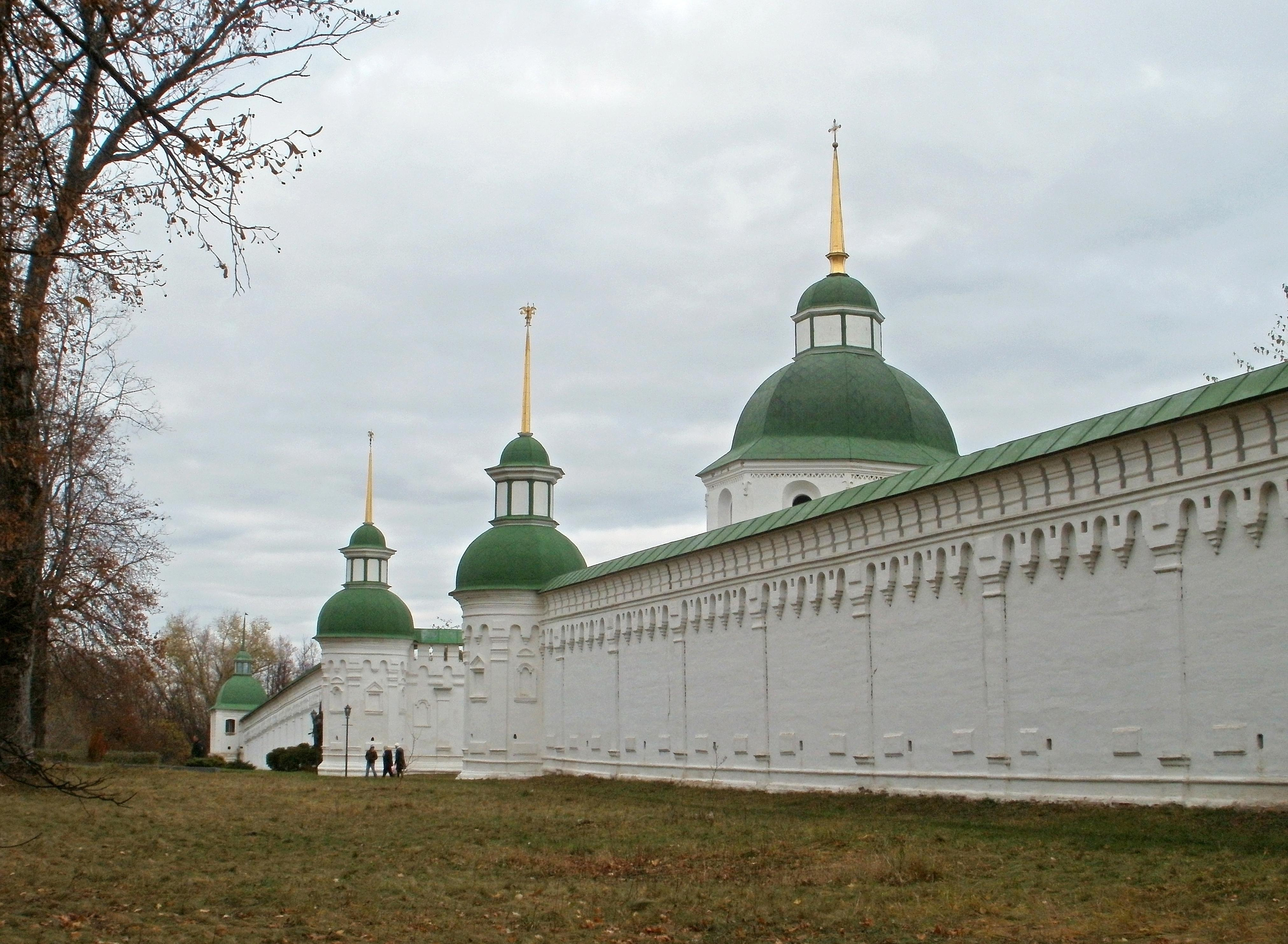
Стены и башни монастыря

- № 850/1 Массивный пятиглавый собор Спаса Преображения возведён в 1791—1806 гг. в стиле зрелого классицизма по проекту петербургского архитектора Кваренги. Строительными работами руководил губернский архитектор Ясныгин.
- № 850/2 Колокольня, надстроенная в XIX в. над разрушенной в 1605 году въездной башней.
- № 850/3 Палатный корпус с Петропавловской церковью, XVI—XVII вв.
- № 850/4 Покои настоятеля с Ильинской церковью, XVI—XVIII вв.
- № 850/5 Кельи XVII века
- № 850/6 Бурса 1657—1667 гг.
- № 850/7 Стены и башни конца XVII в., впоследствии перестроенные.
- № 850/8 Корпус на погребах XVIII в.

В монастырских постройках XVII века своеобразно сочетаются приёмы московского узорочья и украинского барокко.

## Наместники
- Иларион (Кондратковский) (24 сентября 1797 — 12 января 1799)
- Иероним Яновский (1800—1814)[6]

---
- Иеромонах Серафим (Лисовой) (1998—2000) / с 2014 — архимандрит;
- Иеромонах Гавриил (Рыбальченко) (2000-2004) / с 2007 — архимандрит;
- Игумен Владимир (Мельник) (2004—2007) / с 2007 — епископ;
- Архимандрит Никодим (Пустовгар) (с 2007).

## Современность
Монастырь, закрытый в годы советской власти и пострадавший во время Великой Отечественной войны, возрожден в 1990-х гг. Проведена комплексная реставрация, некоторые здания воссозданы из руин. Святыня ― чудотворная икона Божией Матери «Спасительница утопающих» («Леньковская»).

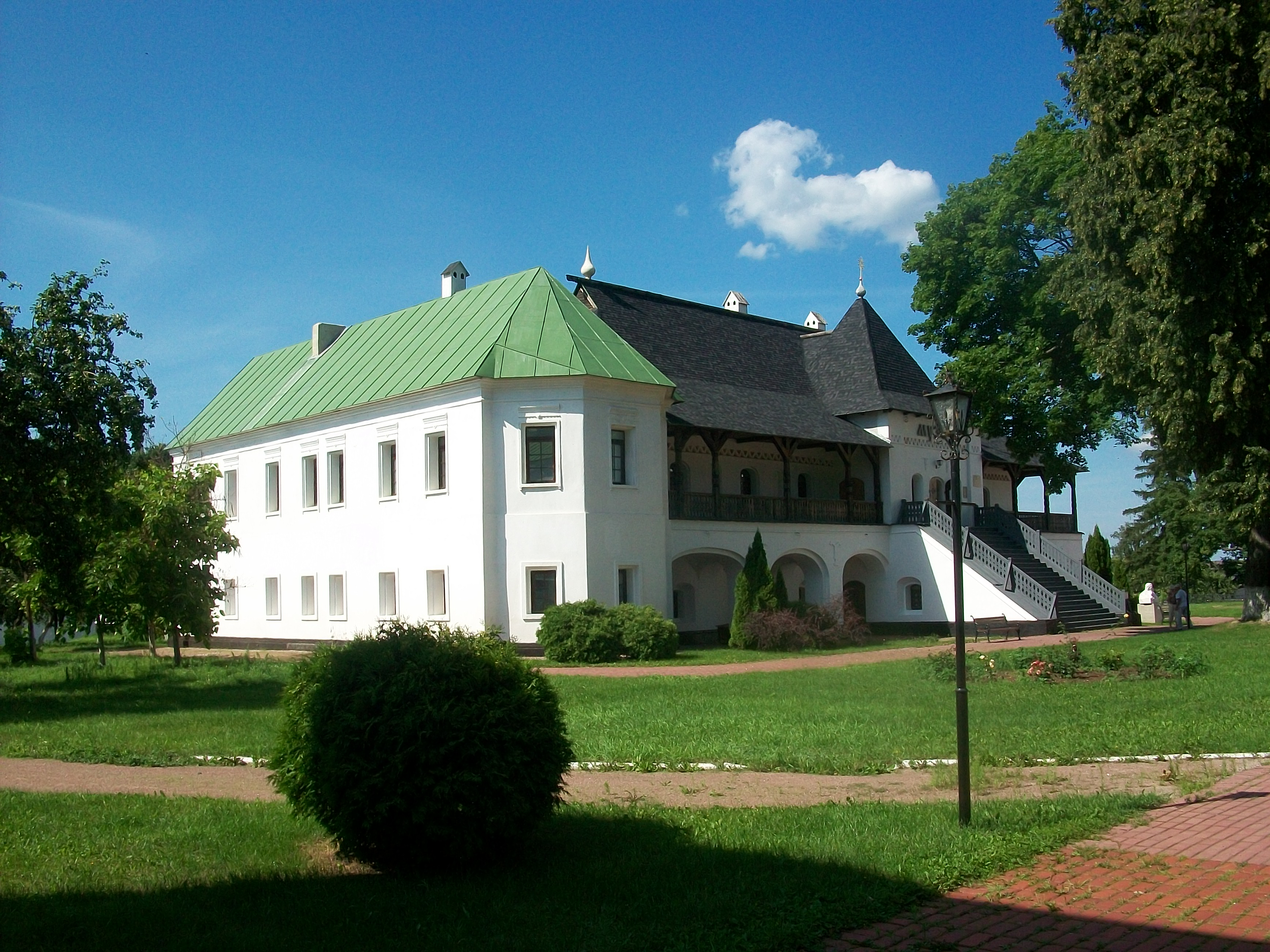
Один из воссозданных корпусов
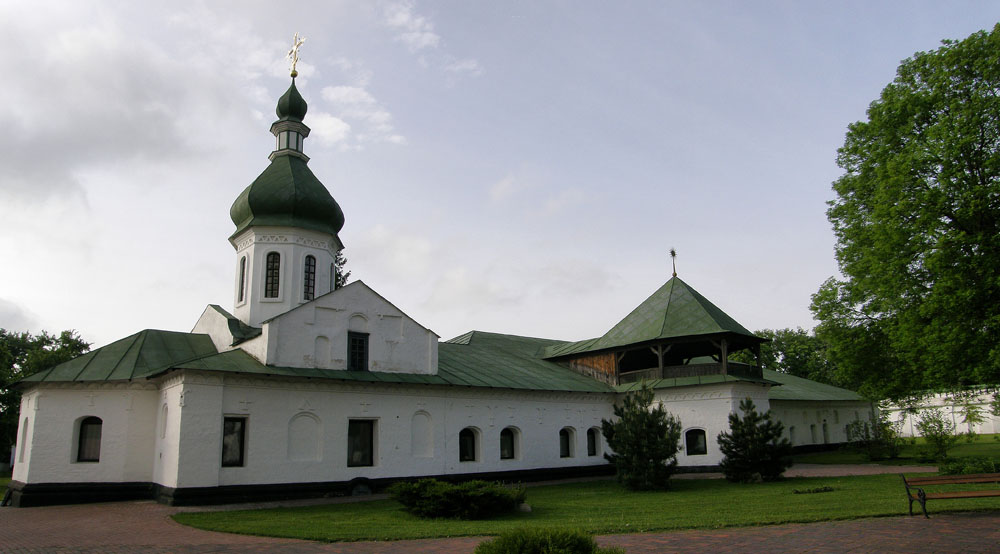
Палатный корпус с Петропавловской церковью, XVI—XVII вв.
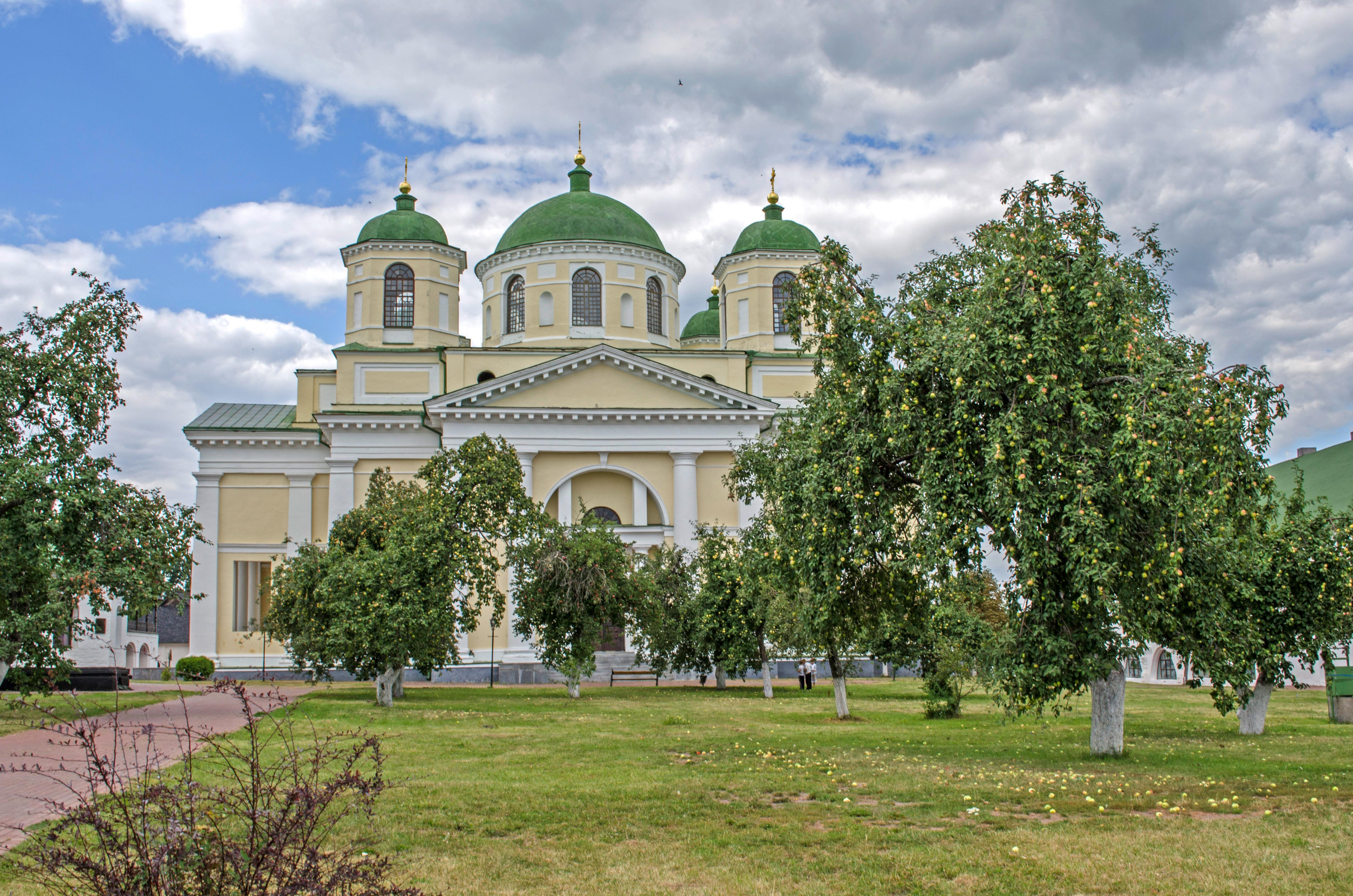
Соборная церковь
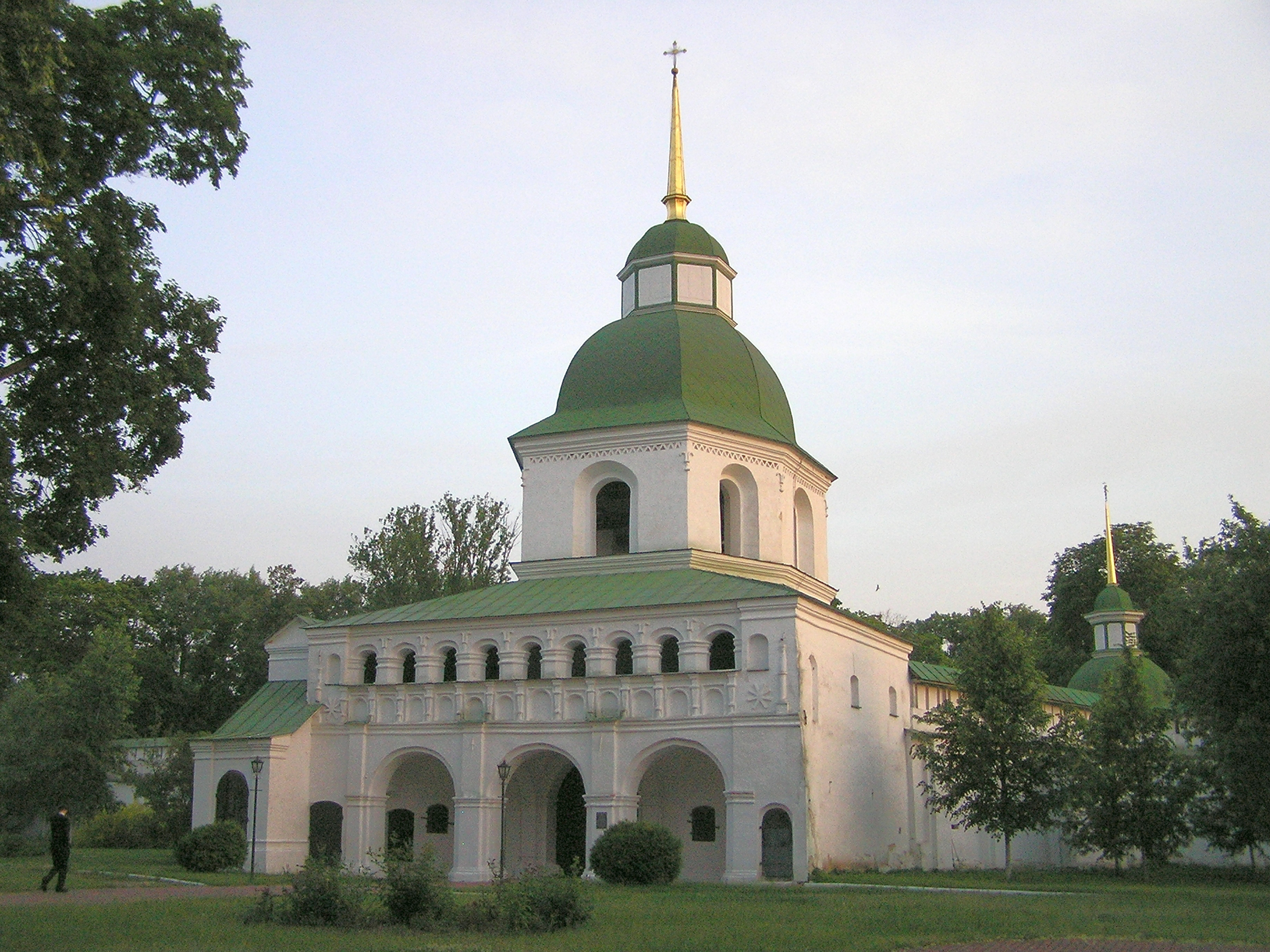
Надвратная колокольня
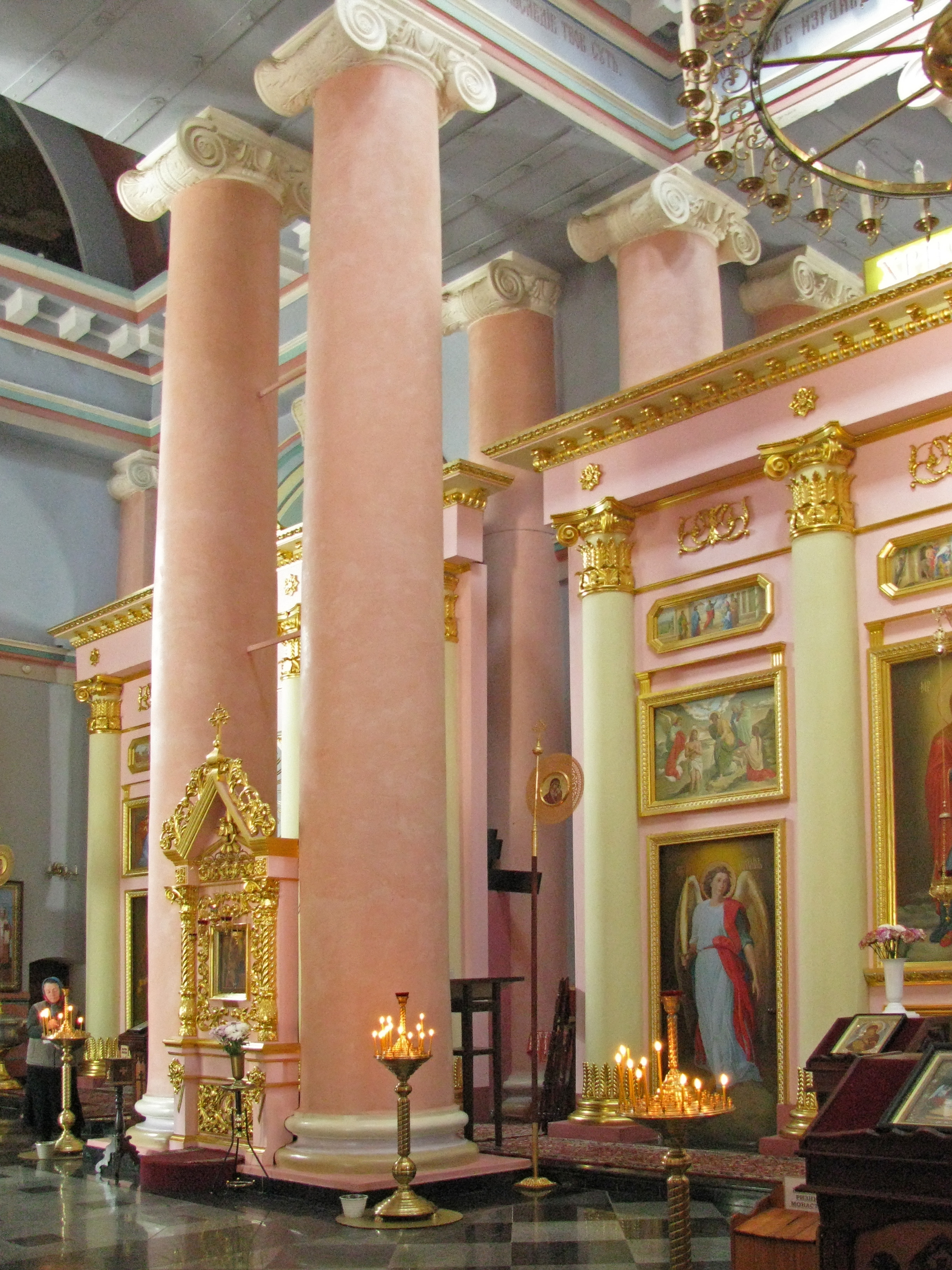
Внутри собора